# Pierre-François Mont-Serraz
Pierre-Francois de Montserrat, né le 5 février 1758 au bourg de L'Hôpital dans le duché de Savoie et mort à Meudon le 27 septembre 1820 est un lieutenant général français du Premier Empire.

## Biographie

### Du volontaire au colonel
Entré au service le 21 juillet 1791 dans le 3e bataillon de volontaires de Paris, il est nommé capitaine à l'élection le 1er août suivant, et quatre jours après il remplit les fonctions d'adjudant-major. Redevenu lieutenant le 3 juillet 1792 dans le 12e bataillon de chasseurs, incorporé dans la 16e demi-brigade légère de première formation, il se signale à l'armée du Nord et est nommé adjudant-major le 10 mars 1793.
Il se fait remarquer pendant les campagnes de l'armée du Rhin, de l'an II à l'an V, et parvient aux grades de capitaine et de chef de bataillon les 6 frimaire et 20 messidor an II. Sa conduite aux affaires de Neubourg, de Rottwil, de Biberach, de Riegel et au passage du Rhin, le 1er floréal an V, lui mérite les éloges les plus flatteurs de la part des généraux Michaud, Pichegru et Moreau, sous les ordres desquels il avait combattu. Passé en l'an VI à l'armée d'Helvétie, il déploie le plus grand courage à la prise de Sion, et reçoit à ce sujet, le 9 prairial an VI, une lettre de félicitations du Directoire. Il fait partie des armées d'Italie et du corps d'observation du Midi, en l'an VII et en l'an VIII, et est nommé colonel sur le champ de bataille le 25 prairial an VII.

### Sous le Consulat, l'Empire et la Restauration
Chargé de la première expédition de l'île d'Elbe, il s'empara avec 500 hommes, de la ville de Porto-Ferrajo, mit ensuite le siège devant Porto Azzurro, défendu par une garnison napolitaine quatre fois plus nombreuse que les troupes mises à sa disposition, et qui capitule après quarante-cinq jours de bombardement ; il attaque, peu de jours après, et s'empare de vive force d'un camp retranché de 18 000 hommes, qui sont repoussés avec perte de dix-huit canons, six mortiers, de toutes les munitions de guerre et de quelques centaines de prisonniers. Il est nommé membre de la Légion d'honneur le 19 frimaire an XII, officier de cet ordre le 25 prairial suivant et électeur du département du Léman en l'an XIII.
Le colonel de Montserrat, qui avait continué ses services en Italie de l'an X à 1806, entre le 11 juillet de cette dernière année, avec l'agrément de l'Empereur, en qualité de colonel des grenadiers à pied dans la Garde royale de Naples. Il se distingue, en 1808, après la prise de l'île de Capri. Peu de temps après, Murat lui confie le commandement de la place de Naples. Après avoir obtenu, comme rémunération de ses services et de sa fidélité, le grade de lieutenant-général, il rentre en France, où il est accueilli par Louis XVIII qui le nomme chevalier de Saint-Louis.

## Décès et sépulture
Le général de Montserrat meurt à Meudon le 27 septembre 1820 et est inhumé au cimetière du Père-Lachaise (41e division).